# اوکتای کاینارجا
اوکتای کاینارجا (ترکی استانبولی: Oktay Kaynarca؛ زادهٔ ۲۷ ژانویهٔ ۱۹۶۵) بازیگر اهل ترکیه است.
وی از سال ۱۹۸۹ میلادی تاکنون مشغول فعالیت بوده است. از فیلم‌ها یا برنامه‌های تلویزیونی که وی در آن
ایفای نقش کرده است می‌توان به آشیانه گرگ‌ها، بین‌المللی و راهزنان در دنیا حکومت نمی‌کنند اشاره کرد.